# 0 (leto)
Léto 0 ne obstaja niti v gregorijanskem koledarju niti v julijanskem koledarju. Letu 1 pr. n. št. je sledilo leto 1 našega štetja. Leto 0 pa obstaja v astronomskem številčenju let (enakovredno letu 1 pr. n. št.), v mednarodnem standardu ISO 8601:2004 in v nekaterih budističnih in hindujskih lunarnih koledarjih.
Zmeda z letoma 0 in 1 je imela za posledico, da je bilo glavno proslavljanje prihoda tretjega tisočletja leta 2000, le redki (najbolj zagnani tudi) pa so praznovali pravilno leta 2001.
Tudi proslavljanje začetka novega stoletja (dvajsetega) je bilo leta 1900. 

## Julijanskiingregorijanski koledar
Rimski številski sistem ni imel simbola za ničlo, namesto tega pa je latinščina uporabljala besedi nulla in nihil, kar je v normalnem pogovoru pomenilo nič. Nulla se je uporabljala, kadar je bila ničla del večmestnega števila, ali če so bila ostala števila rimske številke ali latinske besede.
Dionizij Mali je leta 525 izračunal, da je po koncu 13. luninega cikla (19 let) v začetku Dioklecianove dobe leta 247 (= 19 x 13), preteklo še dodatnih 15 ciklov od Kristusovega rojstva do leta 531, ko se je končal zadnji cikel, ki je ob računanju leta 525 še trajal. Tako se je odločil, da bo prvo naslednje leto v tabelo Velikih noči označil kot D:XXXII (532), kolikor je preteklo let od učlovečenja (19 x 13) + (19 x 15). Dionizij je v tabeli uporabljal ničlo za navajanje epakt.
Beda Venerabilis je bil prvi zgodovinar, ki je označeval leta pred Kristusom, in tako tudi prvi, ki je v svoji Cerkveni zgodovini angleškega ljudstva sprejel pravilo, da med leti pred Kristusu in po njem ni leta nič. Zgodovinarji od tedaj niso uporabljali leta nič. To pomeni, da med 1. januarjem 500 pr. Kr. ter 1. januarjem 500 po Kr. ni 1000 let razlike, ampak le 999.